# Grote Prijs Jef Scherens 2002
Il Grote Prijs Jef Scherens 2002, trentaseiesima edizione della corsa, si svolse il 1º settembre 2002 su un percorso di 196 km, con partenza da Lovanio e arrivo a Lessines. Fu vinto dal tedesco Andreas Klier della Team Telekom davanti al sudafricano Robert Hunter e all'olandese Leon van Bon.

## Ordine d'arrivo (Top 10)
| Pos. | Corridore         | Squadra          | Tempo    |
| ---- | ----------------- | ---------------- | -------- |
| 1    | Andreas Klier     | Team Telekom     | 4h33'14" |
| 2    | Robert Hunter     | Mapei-Quick Step | a 2'03"  |
| 3    | Leon van Bon      | Domo-Farm Frites | s.t.     |
| 4    | Allan Johansen    | EDS-Fakta        | s.t.     |
| 5    | Aart Vierhouten   | Lotto-Adecco     | a 2'14"  |
| 6    | Bert Scheirlinckx | RDM-Flanders     | s.t.     |
| 7    | Manu L'Hoir       | EDS-Fakta        | s.t.     |
| 8    | Serge Baguet      | Lotto-Adecco     | a 2'25"  |
| 9    | Gorik Gardeyn     | Lotto-Adecco     | a 2'33"  |
| 10   | Matthé Pronk      | Rabobank         | s.t.     |